# Kartläggare
Kartläggare är ett yrke för vilket en treårig grundexamen inom  lantmäteribranschen (180 kompetenspoäng) avläggs vid en yrkesskola. Kartläggare arbetar till exempel inom kommunala mätenheter eller Lantmäteriverket men även i många privata företag specialiserade på lantmäteri och byggmäteri.
De viktigaste verktygen för kartläggare inkluderar en totalstation, GPS-mätapparater och en dator. Uppdraget kan omfatta terrängmätning, markundersökningar, skapande av kartdatabaser och upprättande av flygfoton men även underhåll av register eller områdesrelaterade uppgifter.